# 采林根 (克滕)

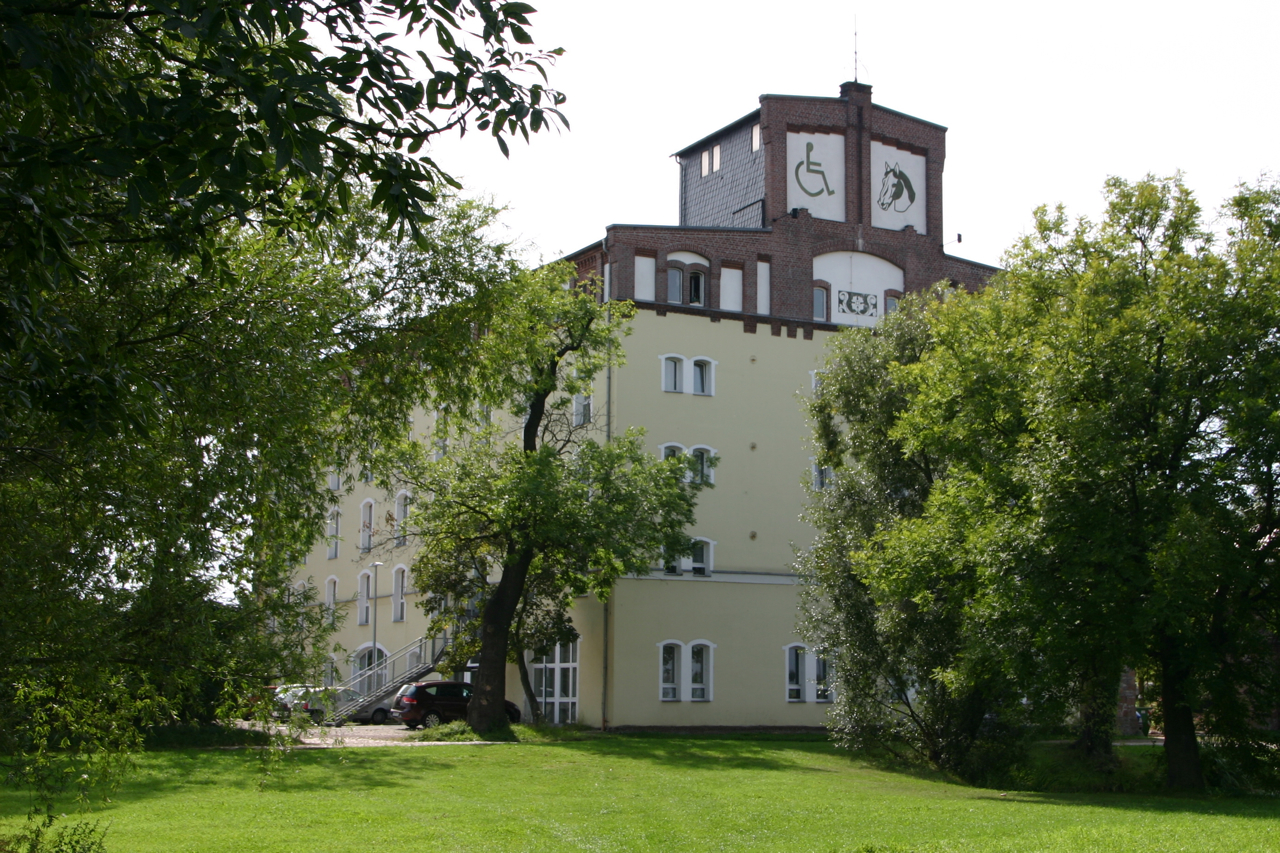
Gut Zehringen养老院

采林根（德語：Zehringen）是德国萨克森-安哈尔特州安哈尔特-比特费尔德县克滕的市辖区。该地隶属于梅尔钦。